# マルティン・トリホス
マルティン・エラスト・トリホス・エスピノ（西: Martín Erasto Torrijos Espino、1963年7月18日 - ）は、パナマの政治家。元大統領。

## 経歴
パナマの社会変革家で、1968年から1981年にかけ軍の有力者だったオマル・トリホスの息子として、エレーラ県の県都チトレに生まれた。アメリカ合衆国のテキサス州カレッジステーションのテキサスA&M大学で政治学と経済学を学び、ウィスコンシン州デラフィールドのセントジョンズ北西部陸軍士官学校を卒業。エルネスト・ペレス・ベリャダレス政権（1994年 - 99年）で内務・法務副大臣を務めた。副大臣時代の最も顕著な功績は、パナマの水道業務を完全民営化する書類にサインしたことであるが、国民に受け入れられなかったため後に撤回された。ベリャダレス政権では強盗や暴行事件が増えた。
1999年、トリホスは大統領選に民主革命党から出馬したが、1968年のクーデターで幹部の夫を免職されたパナメニスタ党のミレヤ・モスコソ候補に敗れ、2位に終わった。しかし、モスコソ政権では汚職が横行し、末期の政権支持率は15%だった。2004年の大統領選でトリホスは汚職撲滅、さらなる雇用創出、強い安全保障の三本柱のスローガンで選挙戦を進め、民主革命党のほか少数政党の人民党の支援もとりつけた。そして5月2日の投票で他の3候補に競り勝ち、大統領に当選。連帯党のギリェルモ・エンダーラ候補はトリホスに17%離され2位だった。もっとも、この結果は事前の世論調査などで広く予想されていた。同年9月1日に就任した。

### 大統領職

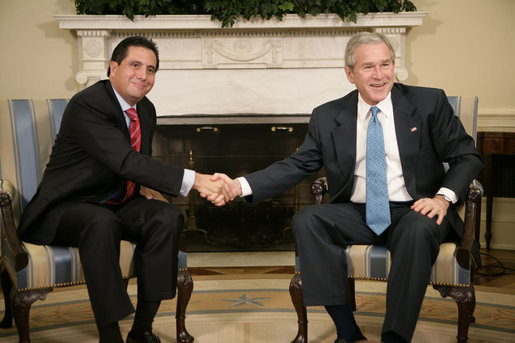
2007年2月16日、アメリカのジョージ・W・ブッシュ大統領（右）とホワイトハウスの大統領執務室で握手を交わすトリホス（左）

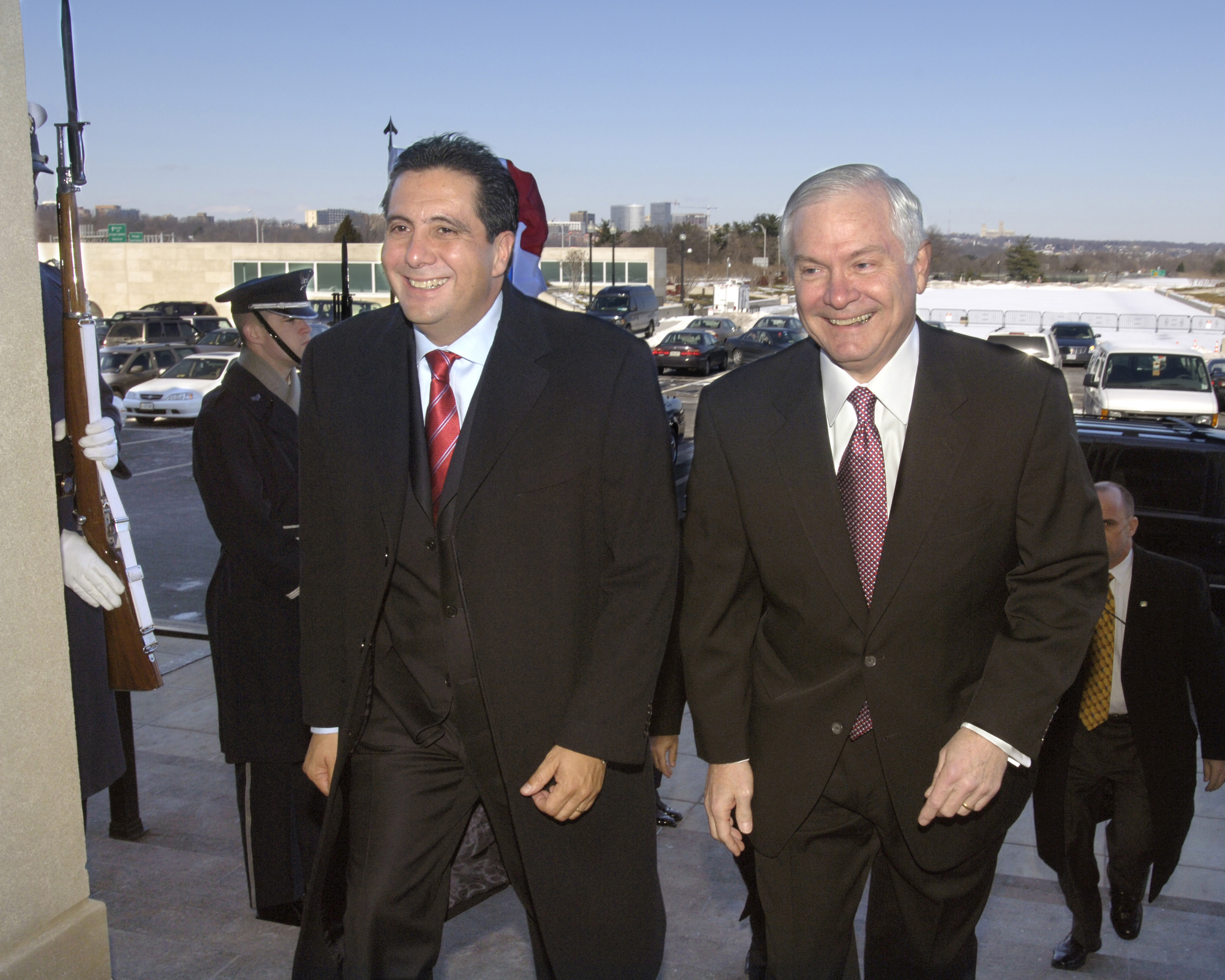
2007年2月16日、アメリカのロバート・ゲーツ国防長官（右）と地域の安全保障問題についてランチディベートを行うためペンタゴンに入るトリホス（左）
R・D・ワード撮影

トリホス政権は財政改革、社会保障制度改革などの分野に集中的に取り組んだ。2006年4月27日にはパナマ運河拡張計画を発表、憲法に基づいて同年10月22日に国民投票を行った。
2006年11月、トリホスはラテンアメリカ・カリブ海プエルトリコ独立連帯会議の発起人となり、プエルトリコの独立に賛成の意を表するとともに、米国に対しプエルトリコの独立を承認するよう呼びかけた。
2008年4月下旬、トリホスはキューバのラウル・カストロと会談し、エネルギー法案への署名について話し合った。

### 大統領退任後
2024年の大統領選挙に、かつて自身の連立政権に加わっていた人民党から立候補したが、得票率3位で落選した。